# 斉国
斉（せい、拼音(ピンイン)：Qí、繁体字：齊國、簡体字：齐国、紀元前1046年 - 紀元前221年）は周朝の諸侯国に端を発し、西周・春秋時代・戦国時代にわたって中国の東方に存在した国家である。国号は単に「斉」であるが、君主が姜氏であった時代の斉と、田氏であったときの斉を区別するために、前者を「姜斉」、後者を「田斉」と称される。現在の山東省北部を中心に勢威を張り、盛時には山東省の大部分、河北省の東南部、河南省の東北部を支配した。戦国時代には、いわゆる「戦国七雄」の一国として強盛を誇り、秦が他の五国を滅ぼしたのちも命脈を保った。斉は、秦によって最後に滅ぼされた国である。
創始者は、周の文王・武王の国師であった軍師の太公望呂尚（姜尚）である。紀元前7世紀前半から中葉にかけての16代君主の桓公のとき、姜斉における最盛期をむかえ、桓公は「春秋五覇」の一人に数えられた。前391年、姜斉32代君主の康公のとき、当時大夫として権勢を振るっていた田和が康公を海上の孤島に追放、康公は食邑として城を1つ与えられ、祖先の霊を祀ることだけを許された（「田氏代斉」）。田和は自立して斉の君主となり、前386年、周の安王により諸侯の一人として認められた。正式に侯となった田和は、国号を姜斉と同じく「斉」とした（「田斉」）。前344年、斉侯だった田因は自ら「斉王」を名乗り（斉の威王）、周王室から独立した。以後、「戦国七雄」の一国として独立を維持し、前221年、秦の王賁・蒙恬らの斉攻略により滅亡した。
斉の国都は臨淄（現在の山東省淄博市臨淄区）であり、旧名を営丘と称した。紀元前9世紀の胡公の代に薄姑（臨淄の西北に50里の場所）に遷都したが、短期間に終わり、次代の献公の代に営丘に戻した。臨淄（営丘）は東方の大国の首都として、戦国時代には当代随一の都市として繁栄した。

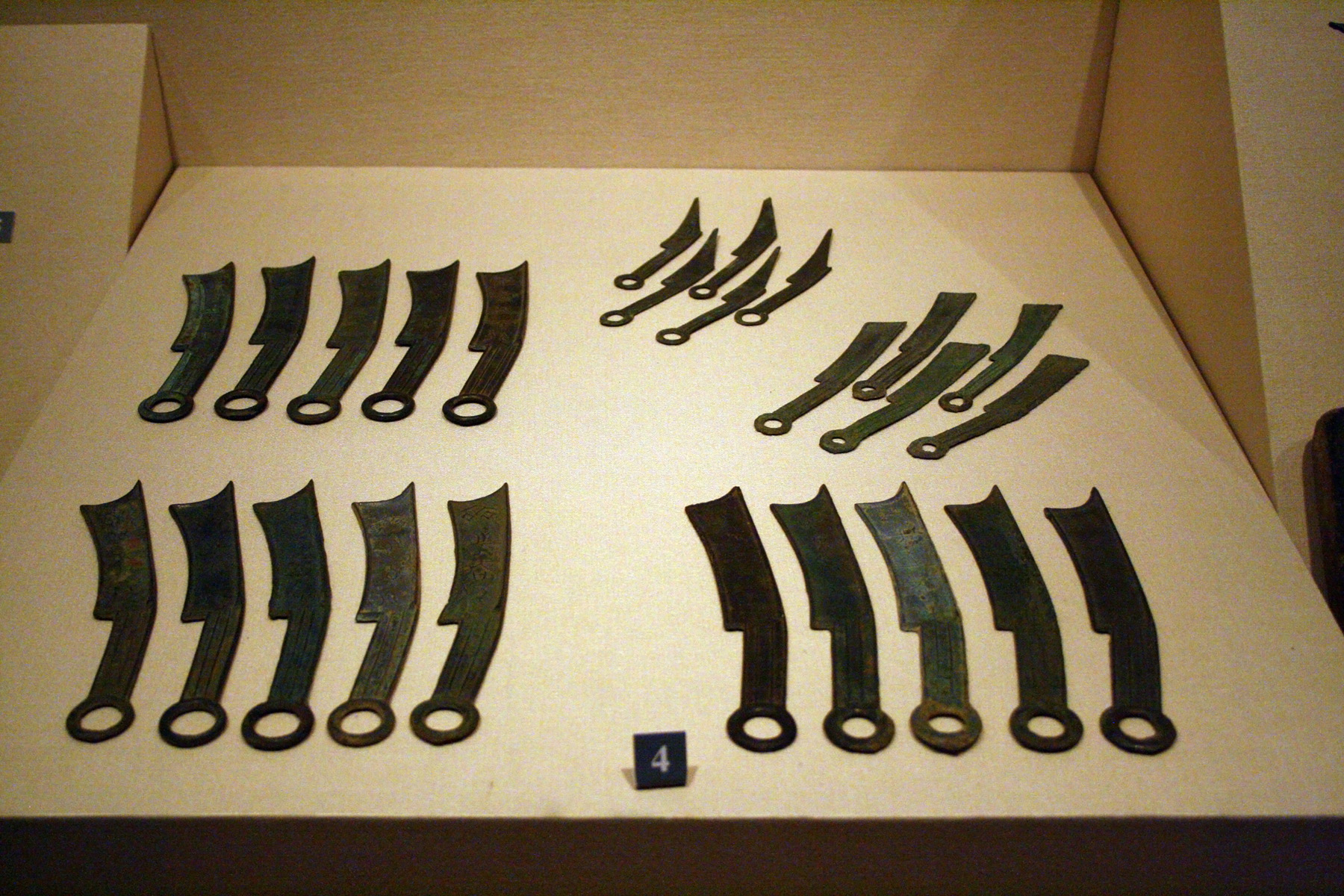
斉の刀幣（貨幣）
----
山東博物館（中華人民共和国済南市）所蔵

## 歴史

### 姜斉

#### 太公望の受封

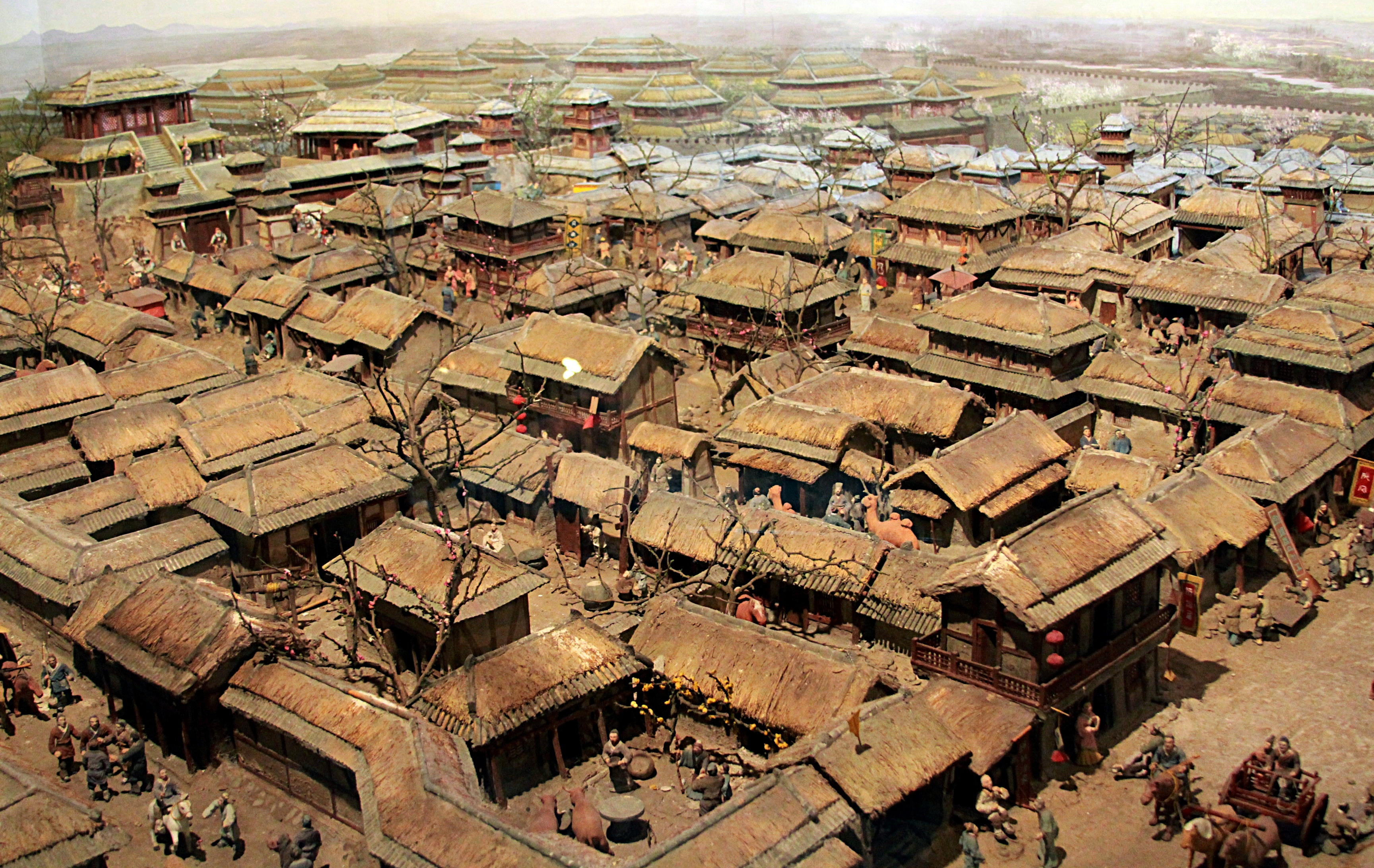
国都臨淄（現在の山東省淄博市臨淄區）の復原模型

斉の歴史は西周の初年まで遡る。武王が牧野の戦いで殷を破り、滅ぼすと、周朝を開き、功臣には領地を与え報いた。先王の文王と武王の代に国師・軍師として周を支えた功臣の呂尚（太公望）は営丘（後の臨淄）に領地を与えられ、国名を斉とした。姓が姜姓のため姜姓斉国（姜斉）とも呼ばれる。営丘に赴任後、呂尚は隣接する萊の族長の攻撃を防いだ。呂尚は営丘の住民の習俗に従い、儀礼を簡素にした。営丘が位置する山東は農業に不適な立地だったが、漁業と製塩によって斉は国力を増した
斉の地位は諸侯の中でも崇高なものであった。武王が崩御すると後を継いだ成王が年少であったために叔父の周公旦が執政した。これを快く思わなかった、周公旦の兄弟の管叔鮮・蔡叔度・霍叔処は殷の紂王の子の武庚を擁立し反乱を起こした。周公の東征により3年かけて鎮圧された。これにより召公奭を伝者として「東の海、西の黄河、南の穆陵関、北の無棣に至る地域の五侯九伯の諸侯が反乱を起こした時、反乱者を討つ権限を与える」と周から命じられた。斉は征伐する権限を得て、営丘に都を築き大国となった。斉は隣国の魯と共に、周王朝の最も重要な諸侯国の1つであった。斉は周の軍事作戦で積極的に役割を果たした。2008年から2010年にかけて、山東省高青県陳荘村で西周斉国の貴族の墓群が発掘されたが、18号墓からは「祖甲斉公」という銘文が記された青銅器が発見されている。この銘文は、十干諡号を用いているのが注目される。『史記』斉太公世家によると、斉の国君は2代目の丁公から4代目の癸公まで十干諡号を用いており、佐藤信弥は、これを初代斉侯の号であると主張した。

#### 早期の歴史
周の康王の代、康王の所持している宝物を丁公、衛の二代君主の康伯と晋の二代君主晋侯燮と周公旦の子伯禽に与えられた。
丁公から3代後の哀公は紀侯の譖言により周の夷王の命で烹殺にされる。哀公の死後、異母弟の公子静が斉の君主となった（胡公）。前866年、胡公は紀からの防衛のために営丘から薄姑（臨淄から西北に五十里の場所）に遷都した。この暴動に斉の人民は怒った。先代の哀公の同母弟の公子山が胡公を殺し、胡公の子を国外に追放した。首都を薄姑から臨淄に戻し、即位した（献公）。献公の2代後、孫の厲公が君主となった。厲公は暴虐で国民は彼を恨んだ。遂には胡公の子を斉に入国させ厲公を殺した。しかし、胡公の子は皆戦死した。そのため斉人は厲公の子の公子赤を擁立し即位させた（文公）。文公は父の厲公の暗殺に関わった七十人を全員殺した

#### 釐公の小伯
春秋時代の初期、斉は主に魯と争った。文公の3代後、釐公が即位した。釐公は鄭の荘公や隠公と盟を結んだ。両国からの援助を受けて、その後十数年間、僖公は他国と盟を結び宋を平定した。斉は鄭と魯の盟で周朝の王命に従わない殤公の宋・郕を平定した。許を攻め許の荘公は衛に亡命した。そのため弟の桓公を許の君主とした。また宋の華父督の乱を平定した。前706年、斉に北戎が侵攻し、鄭の公子忽が救援し、撃破した。前702年、釐公は鄭の荘公の求めに応じ、衛とともに魯に侵攻し、郎で戦った。前699年、宋の要求により宋・衛・燕の三国で鄭を討伐した。僖公の子の襄公の在位時に国力は更に強くなった。前690年、紀が降伏し、滅び東の障害が消えた。前686年、斉と魯で郕を攻めて降伏させた。

#### 桓公の即位

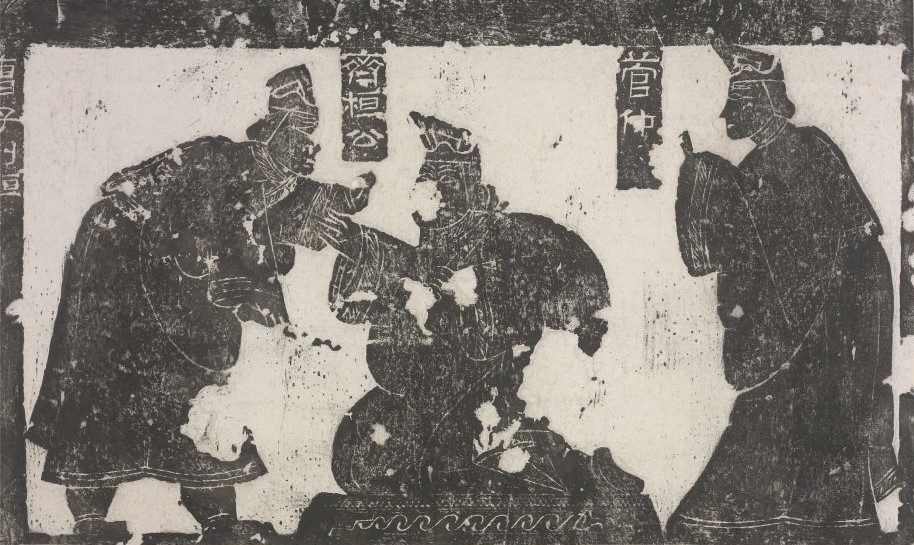
桓公と管仲（拓本）

紀元前685年、斉の大夫の連称と管至父が襄公を殺し、公孫無知を擁立した。鮑叔牙は斉で大乱が起きることを危惧し、襄公の在位中に公子の小白を莒（現在の山東省莒県）に亡命させた。斉の大夫管仲も公子糾を魯に亡命させた。前685年、斉の大臣の雍廩が君主の無知と大夫の連称を殺し、国内に君主が無位となった。公子糾と公子小白は後継を争った。管仲が小白を待ち伏せして暗殺しようとしていた。管仲は弓を射た。矢は小白の腹に当たり、小白はもんどりうって倒れた。小白はそのまま死んだふりをして管仲から逃げる為に馬車を走らせ、次の宿場で部下に棺桶を用意させ、また莒の兵を国へ返させて自らの死を偽装した為、管仲は小白が死んだものと思い込んで喜び、公子糾に小白を殺したと報告した。競争相手が消えた公子糾は魯の兵を後ろにゆっくりと斉に入ろうとした。しかし、小白が密かに急行してすでに斉に入り斉公になっていた。公子糾は待ち構えていた小白に打ちのめされ、魯へ逃げ込んだ。管仲の矢は腹に当たったように見えたが、実は腰帯の留金に当たっていた。小白は臨淄で即位した（桓公）。
桓公の即位後、魯を攻撃し乾時（現在の山東省淄博市桓台県）で大戦し、魯軍は敗走した。鮑叔は荘公は書を送った。その中には「家無二主，国無二君。寡君（桓公）已奉宗廟，公子糾欲行争奪，非不二之誼也。寡君以兄弟之親，不忍加戮，願假手于上国（魯国）。管仲・召忽，寡君之仇，諸受而戮于太廟」と記されていた。魯人に害が及ぶのを畏れ、公子糾を殺し、召忽を自殺させ、管仲を廊に入れた。桓公は管仲を殺そうとしたが、鮑叔が「公が斉の君主であるだけでよいならば、この私でも宰相が務まりましょう。しかし、公が天下の覇者になりたいと思われるならば宰相は管仲でなければなりません」と述べた。桓公は意見を採り入れ、管仲を殺すふりをして、斉に帰国させた。桓公と管仲は覇王になる術について会話し、大喜びし、大夫にして政事を行わせた。

#### 覇者

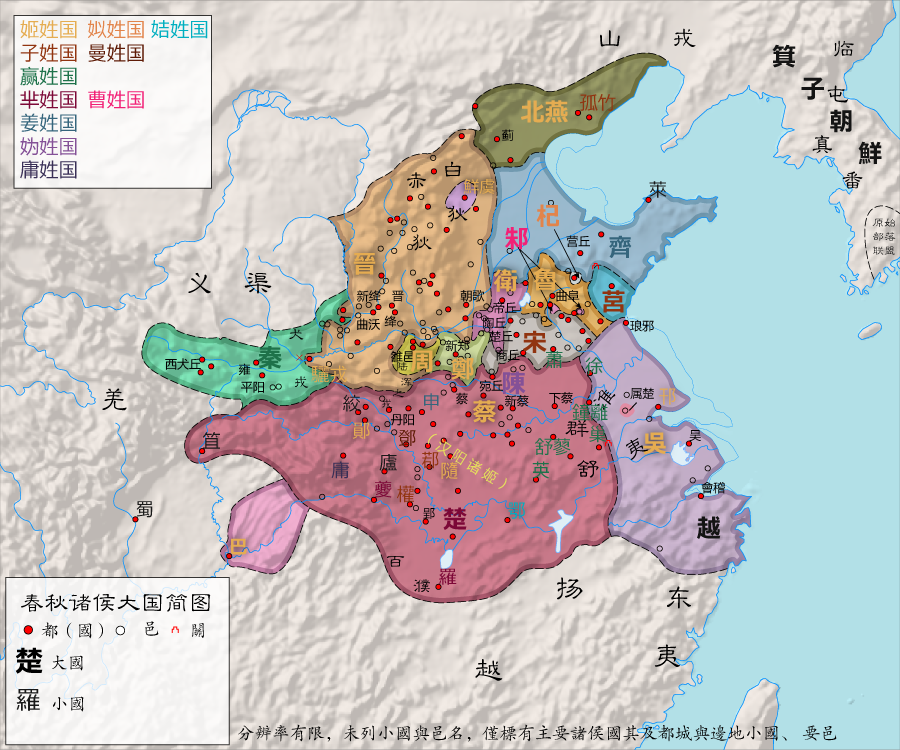
春秋時代概要図

桓公は管仲を相国として、改革を推行した。前684年に西の小国の譚を滅ぼし、軍を魯に向けた。
前681年には甄（現在の山東省鄄城県）で宋の桓公・陳の宣公・衛の恵公・鄭の厲公と会盟し、盟主となった。これは桓公が一人目の中原の盟主（覇者）となったことを表す。同年、遂を滅ぼした。
前680年、宋は盟約に背き、桓公は周の天子を名義に、陳や曹などの諸侯国を率いて宋を討伐し、屈服させた。この数諸侯国は1回目の「九合諸侯」と呼ばれる。前679年、宋、陳、衛、鄭と鄄で盟を結んだ。
当時、中原の諸侯国は戎狄の攻撃に悩まされていた。桓公は「尊王攘夷」を旗印に西戎や北狄・徐・楚を討伐し周を安定させた。また、郯・譚・遂・鄣等の35国を滅ぼした。
前664年、山狄を北伐し、燕を救った。戦後、燕の国君は感謝し、国境を越えても見送った。管仲は「諸侯の見送りは国境まで」と述べ、燕に領土を割譲するように求めた。桓公は溝を掘るように命じて、そこを、燕との国境とした。この話を聞きつけた諸侯は、桓公の徳を知り、桓公に服属したという。
前656年、鄭の要請により、斉・魯・宋・陳・衛・鄭・許・曹の連合軍が蔡に侵攻した。蔡が敗れると、諸侯はさらに当時力をつけていた楚を攻撃した。そして、楚の成王が屈完を派遣して諸侯と盟を交わさせた。
前651年、桓公は諸侯と葵丘の会盟を執り行い、周王室より文王と武王の祭祀に用いた文武の胙を賜った。ここに桓公は覇者となった。春秋五覇の1人に数えられている。これにより姜斉の国力は最大となった。

#### 後継争い
賢臣の管仲や隰朋、鮑叔らは相次いでこの世を去った。桓公は晩年、佞臣の公子開方・易牙・豎刁の「三貴」を重用した。斉の衰退が始まっていた。
桓公は管仲が推していた公子昭を太子とし、宋の襄公を後見人とした。桓公四十三年（前643年）、桓公は重病となった。五公子（公子無詭・公子昭・公子潘・公子元・公子商人）は後継を争った。十月、桓公は病死した。五公子が後継を争ったために斉は混乱を迎えた。桓公の死体は67日の間、納棺・埋葬される事もなく、そのため遂には扉から蛆虫が這い出してきたという。易牙・豎刁らは公子無詭を擁立した（斉侯無詭）。公子昭は宋に亡命した。前642年春、宋の襄公は曹・衛・邾の兵を率いて斉を攻め、公子昭を帰国させた。三月、宋の軍の圧力に屈して高氏や国氏は豎刁・斉侯無詭を殺し、太子昭を迎え入れた。しかし四公子の支持者が宋へ追い返した。同年五月、宋の襄公は再度出兵し四公子の軍を甗（現在の山東省済南市の付近）で打ち破り、太子昭は斉の国都の臨淄で即位した（孝公）。この動乱により、斉の国力は衰落し、桓公の覇業は潰えた。
孝公の死後、その子を公子開方が殺し、公子潘が即位した（昭公）。昭公の死後，その子姜舎（斉君舎）が即位するが僅か五ヶ月で、公子商人に殺され、公子商人が即位する（懿公）。四年後、懿公は懿公に恨みを持つ邴歜と庸職により殺された。懿公は驕慢となって人心を失ったため、斉人はその子を廃した。公子元を衛から迎え入れられ即位した（恵公）。後継争いは収束したが、斉の国力は衰落し、晋と楚が覇を争った。

#### 覇業の崩壊
恵公の死後、斉の国力は衰えた。頃公の在位時（前589年）には鞍の戦いで晋軍に敗れた。霊公の在位時（前555年）、斉は盟を破り魯と衛を討伐した。晋は魯・宋・衛・鄭・曹・莒・邾・滕・薛・杞・郳の十二の諸侯国と連合して迎え撃った。霊公は連合軍に大敗した。頃公や霊公の代は強国晋に依存していてかつての強国は幻となっていた。前567年、太公望の代から争っていた萊を滅ぼした。領土は山東省の東部まで拡大し、東は海、西は黄河、南は泰山、北は無棣水（現在の河北省塩山県の南）となった。

#### 第二の栄華期
斉は公族の国氏・高氏が輔政し、その後、鮑氏（鮑叔の子孫）・崔氏（丁公の嫡子の崔季子の子孫）・慶氏（斉侯無詭の子の慶克の子孫）・晏氏（晏弱の子孫）・高氏（恵公の子の公子祁の子孫）・欒氏（恵公の子の公子堅の子孫）等の卿や大夫が掌政し、卿や大夫の勢力は日に日にまして、更には斉の国君までを廃するようになった。崔杼は公子光を廃し、荘公を即位させ朝政を掌握した。後に荘公は崔杼の後妻と密通した。崔杼は激怒して、荘公を殺した。荘公の弟の公子杵臼を国君とした（景公）。紀元前546年、左相の慶封（慶克の子）は崔氏を滅ぼし、崔杼は自殺した。紀元前545年、鮑氏と高氏、欒氏らは慶氏を滅ぼし、慶封は呉に亡命した。その後、斉の大夫晏嬰が国政を執った。晏嬰は常に社稷（国家）を第一に考えて上を恐れず諫言を行い、人民に絶大な人気を誇り、君主も彼を憚った。また質素を心がけ、肉が食卓に出ることが稀だった。また狐の毛皮から仕立てた一枚きりの服を、30年も着ていたという。晏嬰の手腕により景公のもとで覇者桓公の時代に次ぐ第二の栄華期を迎え、孔子も斉での仕官を望んだほどである。

#### 田氏の専横
紀元前532年、恵公の子孫の欒氏と高氏は鮑氏と田氏により滅亡し欒施と高彊は魯に亡命した。斉の公族の勢は大幅に減少した。
田氏は陳の公子の田完の子孫であった。陳で内乱が起きると、田完は斉に亡命し、桓公により工正（百工を統率する）に任命された。田完の5代後田桓子（陳無宇）は景公から欒氏と高氏の領地財産を与えられるが、晏嬰の勧めでそれらを辞退し、高唐を与えられた。陳無宇は交通の要衝であるこの地を得たことで、経済的に強大化していった。
田氏の子孫の田穰苴（司馬穰苴）は晋、燕の両軍を破り、失地を取り戻した。この功により大司馬に任命された。田氏の勢力が拡大は危惧した、高張と国夏は景公に諫言し、司馬穰苴は免官された。田完の子の田僖子（田乞）高氏と国氏を親交を重ねたが、その一方で他の大夫たちに対しては両氏への反感を煽っていた。紀元前500年、晏嬰がこの世を去った。このため、高氏と国氏の両家が朝政を掌握した。紀元前489年、景公は病が重くなり、国夏と高張は年少の公子荼を太子とする遺命を命じた。田乞は政変を起こし、高氏と国氏の両家を滅ぼした。高張は殺され、国夏は莒に晏圉は魯に亡命した。田乞は晏孺子荼を殺して、鮑牧ら諸大夫の擁立した年長の公子陽生を国君とした（悼公）。紀元前485年、鮑息らにより悼公を殺される。公子壬を国君とした（簡公）。田乞の子の田成子は闞止とともに左右の相となった。紀元前481年、田恒は政変を起こし、闞止と簡公を殺し簡公の弟の公子驁を国君とした（平公）。
この後、田恒は斉の大権を握り、鮑氏や晏氏などの諸族を誅した。田氏は平公・宣公・康公の三代に渡って実権を握った。

### 田斉

#### 姜斉の滅亡
前391年、姜斉の最後の君主の康公は田和により海島の孤島に追放された。食邑に一城与えられ、祖先を祀ることを許された。田和は自立し君主となった。（太公）。前386年、田和は周の安王により諸侯に列された。これにより姜姓の斉から田氏の斉に取って代わられた。田和は正式に侯となり、国号を姜斉時代と同じく斉とした。これを「田斉」という。この出来事は「田氏代斉」（姜斉の滅亡）という。田斉は「戦国七雄」の一つである。前379年、康公が死し、姜斉は絶えた。

#### 桂陵・馬陵の戦い
太公の2代後、子の桓公は臨淄に稷下学宮を開き、各国の賢人を招き入れた。これは威王や宣王の代にも続き、東方の学問の中心地となった。子の威王が即位し、鄒忌を相国に任命し政治を改革させた。田忌や孫臏を将軍とし、軍事力も強大化させた。
前353年、当時の最強国の魏は趙の国都の邯鄲を攻めた。趙は斉に救いを求め、邯鄲の落城とともに出兵して、桂陵で魏を大敗させた。この大敗により、韓は斉と組み、魏と敵対した。しかし、韓は魏と五度戦って五度負けた。逆に魏に滅ぼされそうになった韓は斉に援軍を求めた。魏と斉は激突した。魏軍総大将の太子申は捕虜となり、龐涓は戦死させるという大勝であった。これにより魏は衰退していく。

#### 王を名乗る
前334年、威王は魏の恵王とともに正式に王号を自称した。威王の晩年、国相の鄒忌と将軍の田忌が対立した。前322年、田忌は臨淄をも攻めたが落とせず、楚に亡命した。子の宣王即位後に斉に戻った。

#### 東帝
前314年、燕で「子之の乱」が発生した。孟子の献策により、を5都の兵を率いて燕へ侵攻することを匡章に命じた。前301年、斉と韓、魏が楚を攻め垂沙の戦いで大勝した。
前298年から前296年に、斉と韓、魏が合従し秦の函谷関に侵攻し、秦に和を求めた。前288年、秦の昭襄王は西帝、湣王は東帝を名乗り、共同で趙を攻めた。蘇代は帝号を名乗る不利益を説き、湣王は王号に復称した。同年十二月、呂礼が秦に派遣され昭襄王の帝号を王号に復称した。前286年、宋の内乱に応じて宋を滅ぼし、南は楚、西では三晋（韓、魏、趙）に侵攻した。田斉は全盛期を迎えた。

#### 合従軍の侵攻
宋の滅亡に諸国は危機感を募らせた。秦は趙や楚と和を結んだ。前284年、燕の昭王は楽毅を上将軍に任命し、燕、秦、韓、趙、魏の5国合従軍は済西の戦いで斉軍を大敗させた。合従軍は解散したが、燕は追撃を続け国都の臨淄の他、七十余城を落とした。斉の領地は莒と即墨のみとなった。国都の臨淄を落とされた湣王は莒に逃亡したが、楚が救援のために派遣した淖歯に殺された。王孫賈や莒の人は湣王の仇の淖歯を殺し、湣王の子の法章を襄王を王に立て必死に燕の攻撃に抵抗し、莒を守った。

#### 田単の復国

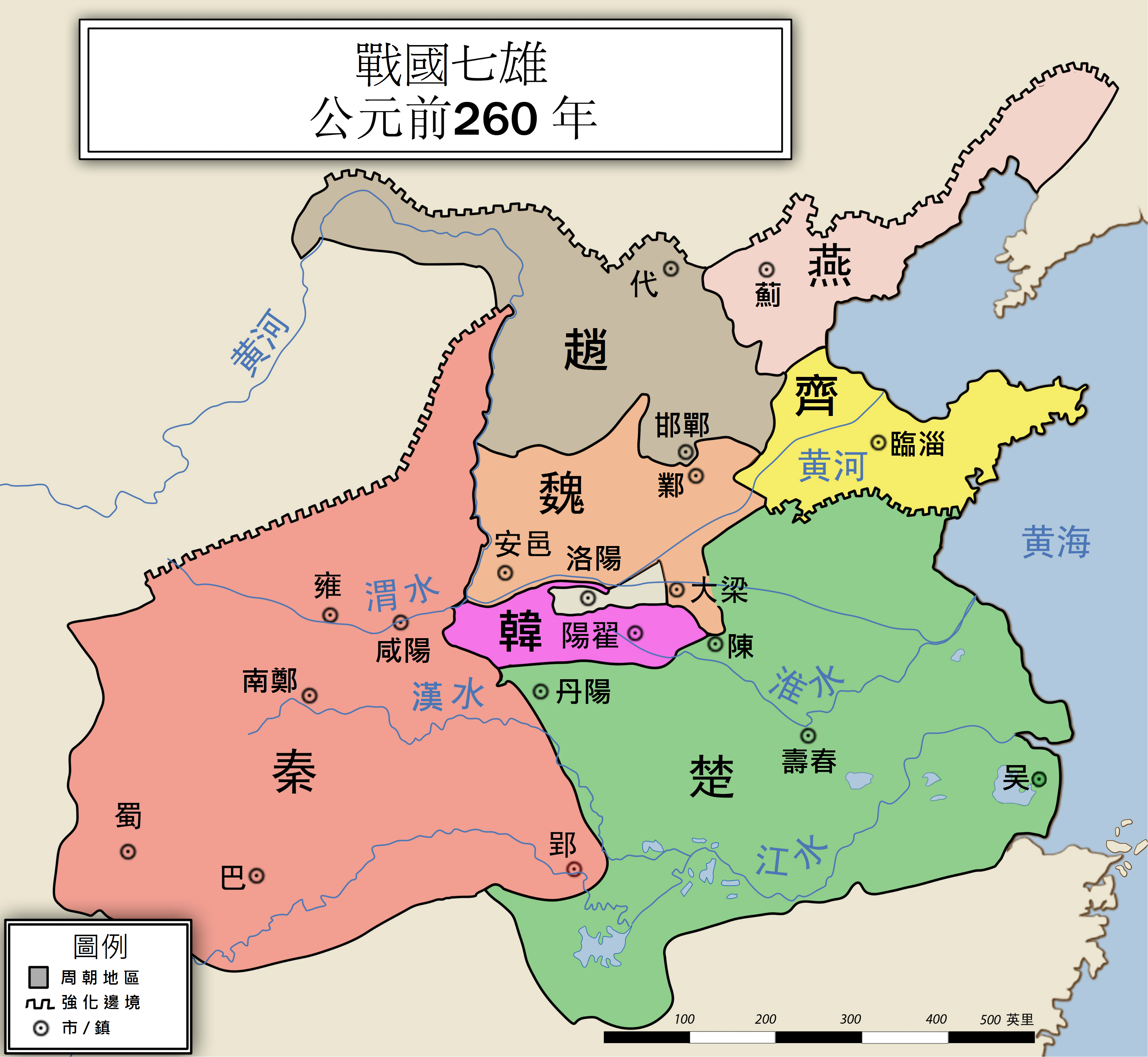
戦国の七雄（紀元前260年頃）概要図

莒とともに即墨も燕の攻撃に必死に抵抗した。即墨の大夫は楽毅の策にかかり戦死したため城内の兵士や民衆は公族の田単を将にした。5年が過ぎ、前279年に燕の昭王がこの世を去り、恵王が燕王となった。恵王は楽毅を恨んでいたため、田単は反間の計を使った。楽毅は将軍を罷免され、恵王は騎劫を将軍とした。命の危険を感じた楽毅は趙に亡命した。田単は攻勢に出て、「火牛の陣」で燕軍を大敗させた。遂に斉は70余城を取り戻した。田単はこの功により相国に任命された。しかし、秦とともに帝号を名乗っていた時代の力は無く、秦の統一に抵抗することはできなかった。

#### 斉の滅亡
前265年、襄王が死に、子の田建が即位した。母の君王后が輔政した。前249年、君王后がこの世を去り、君王后の族弟の后勝が執政した。后勝は秦から賄賂を受け取り、秦の都合のいいように主張した。田建は后勝の主張を聞き入れ五国（韓・趙・魏・燕・楚）の滅亡を傍観し、軍事を強化しなかった。
五国が滅亡すると、田建は秦が侵攻することを恐れ、将軍や軍隊は西部の辺境に集結した。前221年、秦王政は斉の攻略を王賁に命じた。秦軍は斉軍の主力が集結した西部を避け、元燕の南部から南下し臨淄へ侵攻した。斉軍は秦軍からの突然の北面からの侵攻に、不意をつかれ瓦解した。田建は降伏し、斉は滅亡した。田建は魏の旧領の500里の邑へ赴いたが、食糧を絶たれ、餓死した。斉の地に斉郡と瑯琊郡を置いた。秦は中華を統一し、統一王朝の秦朝となった。

### 主な事件
- 長勺の戦い（中国語版）
- 葵丘の会盟 - 斉の桓公が主催した会盟[6]。周から周王室の祖先（文王・武王）の祭祀に用いた文武の胙と赤色の矢を賜った[6]。これは周の天子から桓公の覇者の地位を認められたことを意味する[6]。
- 姜斉の滅亡（中国語版）
- 桂陵の戦い（囲魏救趙） - 斉が趙を救うため、魏を攻撃した戦い[99]。囲魏救趙はこの戦に由来する。
- 馬陵の戦い - 紀元前341年、魏と斉が激突した戦い。斉の圧勝に終わり、天下の覇国たらんとした魏は衰微してゆき[103]、斉は秦と並び大陸を二分する大勢力へと成長してゆく。
- 済西の戦い - 燕の名将の楽毅が総大将となり、秦・趙・韓・魏の五国合従軍が斉に大勝した戦い[113][112]。斉軍の主力が壊滅的被害を受ける。王都の臨淄が落ち[113]、湣王が殺された[113]。斉の領域は莒と即墨の2城のみとなる[114]。
- 田単の復国 - 燕の名将楽毅が斉の即墨を攻めた戦闘[114]。田単らの奮戦により即墨は落ちなかった[114]。田単は反間の計を用い[114][119]、最終的には斉の70余城を取り戻した[115][120]。

## 経済社会と文化

### 経済社会

#### 産業と経済

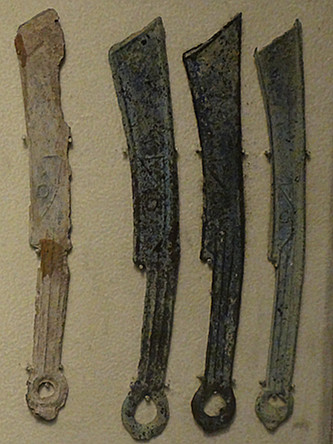
斉の刀銭

現在の山東省北部を中心に春秋・戦国時代の東の大国であった斉は、魚や塩の産地で経済的にも富裕であった。また、製鉄業もさかんで絹織物の産地でもあった。桓公によって宰相に取り立てられた管仲は、斉の国力を増大させることに意を用い、内政改革を進めて3万人の常備軍を組織し、富国強兵に成功して「尊王攘夷」を唱えて「春秋の五覇」における第一の覇者となった。
春秋戦国時代にあっては品質を保ちやすく、保管・携帯しやすい青銅貨幣が一般化していくが、斉では、趙や燕、中山国と同様、刀銭（刀貨）が用いられた。刀銭は狩猟や漁撈の際に用いられる小刀が原型であるといわれる。この時代の中国では、官吏や兵士に対して以外でも、労働の対価として貨幣によって賃金が支払われる行為が始まっており、『晏子春秋』には、斉の晏嬰が工事によって窮民に賃金を与えたという記録がある。なお、諸子百家と呼ばれる春秋戦国の多様な思想家・学派では貨幣をめぐる論議がさかんになされた。貨幣経済の広がりは思想・文化においても大きな影響を与えたのである。

#### 臨淄の繁栄
斉の都の臨淄は7万戸を擁する大都市で、商業が発展し、貴族の宮殿や宗廟が立ち並び、市場も各地の産物でにぎわった。人びとは、 竽・琴・瑟といった楽器の奏でる音曲に親しみ、闘鶏、玉けり、将棋などの娯楽を楽しんだ。街路は馬車が行き交い、人びとがすれちがうとき、肩がたがいにふれあうほどの殷賑ぶりであったと伝わっている。

### 文化

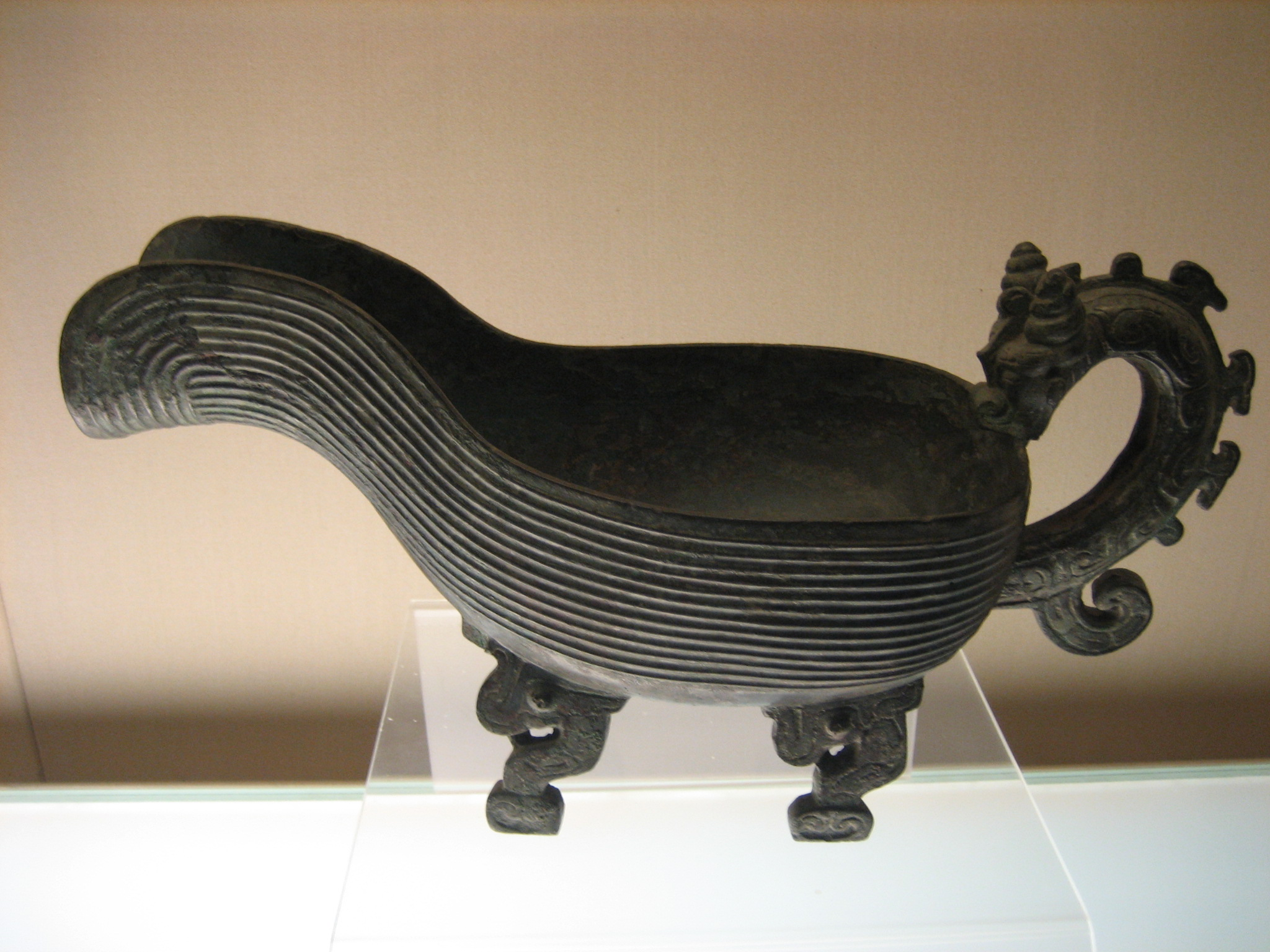
斉侯匜

西周期にあっては、青銅芸術は文化の重要な構成部分のひとつとなっているが、斉の地で製造されたものとしては「豊觥」や「斉侯匜」などの青銅器の名品が知られている。
　
「斉侯匜」は現在、上海博物館の所蔵品となっており、斉侯が夫人のために作らせた水器だといわれている。

#### 宮廷音楽
春秋時代に中国各地を遊歴した孔子が、斉の国で合奏を聴き、3か月もの間肉を食べることも忘れるほど、その音色に感動したという逸話がある。これは、聖王舜がつくったという伝承をもつ「韶楽」と称せられる楽曲で、歌も歌え、合わせて踊ることもできるというものであった。

#### 稷下の学宮
紀元前4世紀、斉の盛時をもたらした、威王や宣王は、各地から多くの学者を集めた。臨淄の13の城門のうち西門の一つである稷門の近く（稷下）の邸宅の稷下の学宮が与えられた。これらの学者には、多額の資金を支給して学問・思想の研究・著述にあたらせた。こうした学者たちは「稷下の学士」「稷下先生」などともよばれ、道教の始祖の荘子、陰陽家の鄒衍、贅壻であった淳于髠、道家である田駢、道家にも法家にも属する慎到、これも道家の接予、もう一人の著名な道家で環淵、性悪説を唱えた儒家の荀子、白馬非馬説で有名な兒説、墨家系統だが道家でもある宋銒、これも墨家系統であるが道家でもある尹文、兵法家で世に名高い孫臏などが著名である。稷下の学士は威王の代には72人、宣王の代には約1000人に達したという人気であった。
このような積極的な人材登用に刺激されたのか、性善説で有名な孟子も斉に仕官しに来た。しかし孟子は、俸給ももらわずただ論争するのみの学士と同等にされたくなく、稷下の学士と同じ対応を拒み、宣王の師としての対応を要求した。
稷下の学士たちは日々論争し、人々はこれを百家争鳴と呼んだ。さまざまな思想や学問が接触し、学者たちの間で討論が行わることで、論理が磨かれ、相互理解を深めることにつながった。こうして形成されたさまざまな学問は、稷下の学とも呼ばれる。このように討論をするので、稷下の学士は弁論術に磨きをかけ、論理を新たにしていった。そのような人物は、戦国時代では弁者や察者と呼ばれていた。斉は紀元前3世紀まで学問の中心地となっていた。

## 遺跡・遺構

### 斉の長城

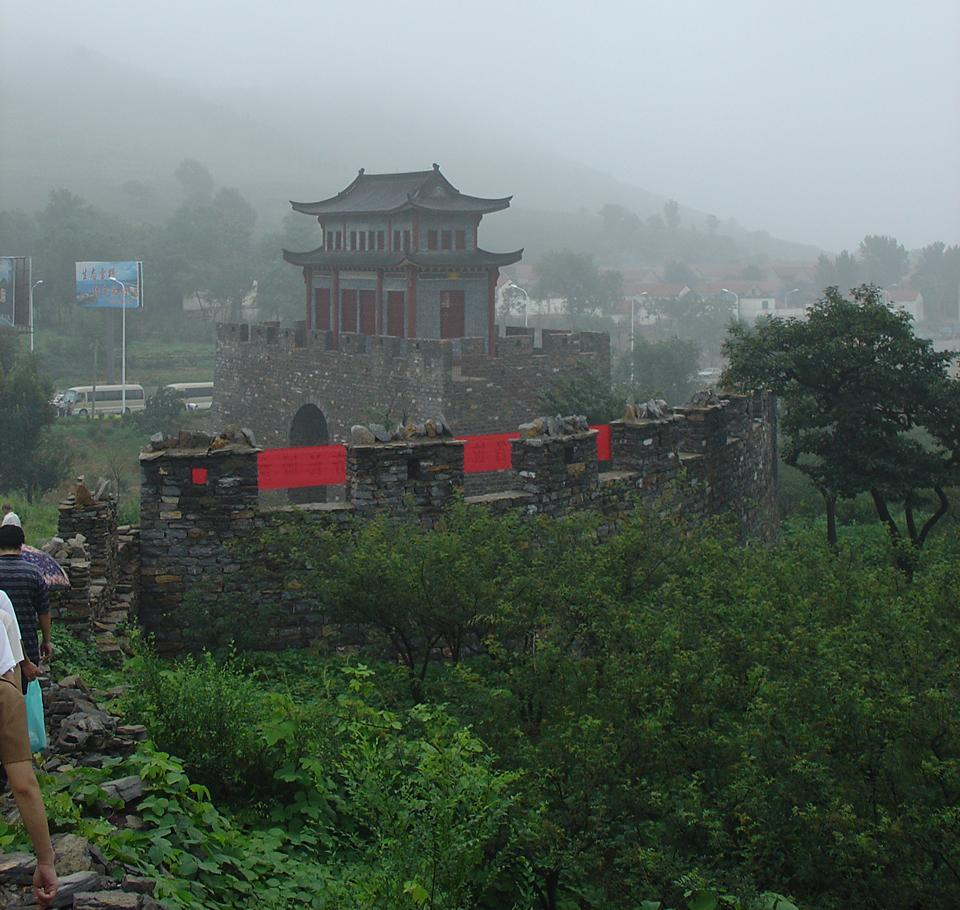
斉の長城

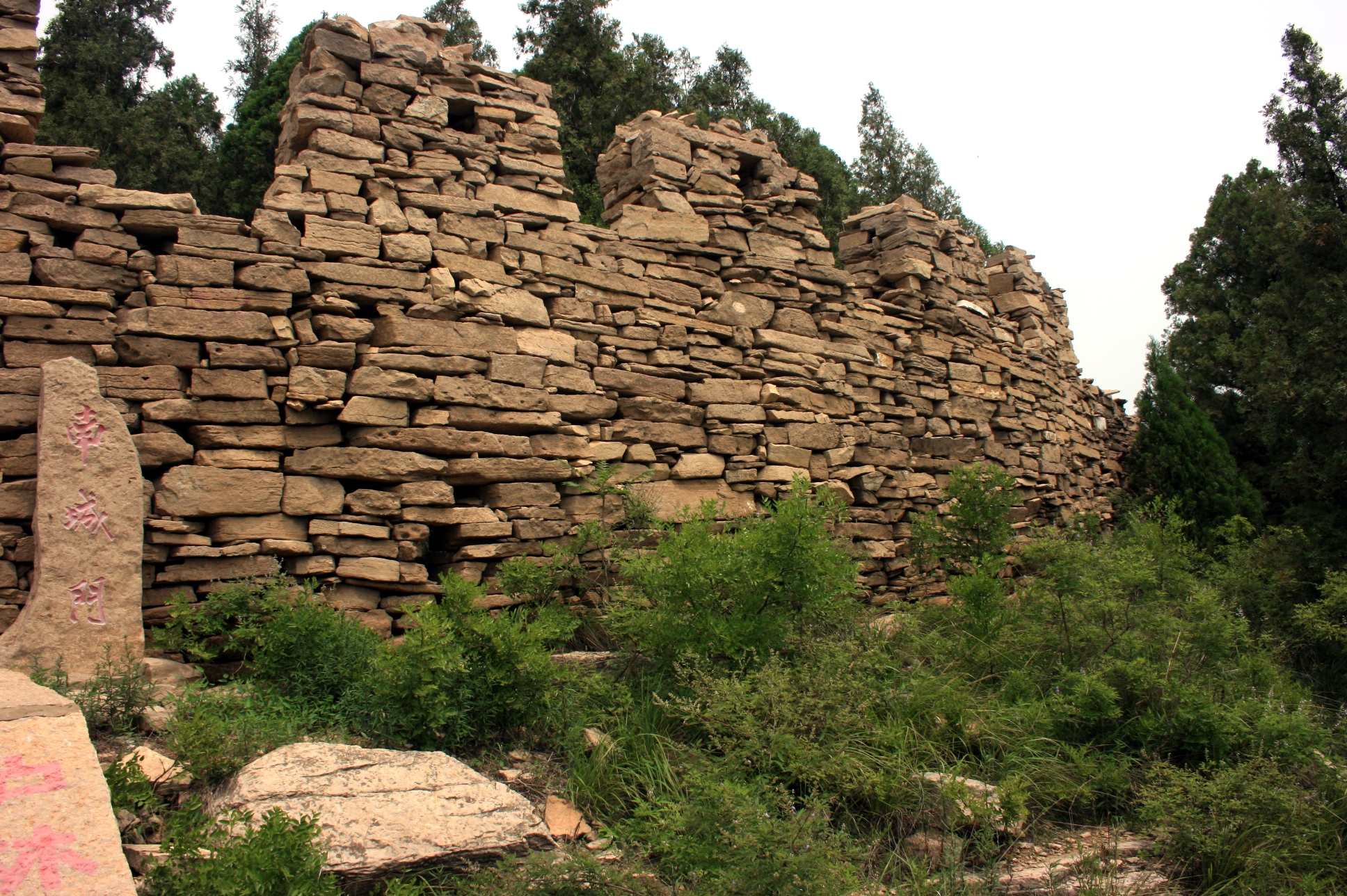
斉の長城

斉の長城は中国の現存する長城で魯との国境に築かれた。紀元前441年に斉が築き始めて、戦国時代に完成した。魯や初期には晋や越、後には楚の攻撃から防御した。現在の山東省済南市から青島市までの萊蕪区、泰安市、肥城市、淄博市、沂源県、臨朐県、安丘市、諸城市、沂水県、莒県、五蓮県に築かれた。全長は600キロメートル。長城のほとんどは現存していて、見ることができる。

### 臨淄とその遺構
臨淄は中国春秋時代の斉の首府とされた都市で、周王室により東海地方に封じられた太公望によって築かれた。最初は営丘、のちに名をあらため臨淄と呼ばれた。春秋戦国時代を通して中国最大の大都市であり、全盛期にあたる紀元前4世紀の戸数は7万戸、人口は成人男性だけで少なくとも21万人、合計は35万人に達した。
土壌が痩せていて農耕に適さないことから、製鉄、銅の精錬、陶器製造、織物など工業を中心とした街づくりが進められた。桓公の時代には、宰相管仲によって都市整備がなされ、当時屈指の工業都市となった。城は王の住む小城と住民の住む大城が連なり、周囲21km、面積は15平方kmだった。城内には井の字型に大路が走り、排水などの都市機能も完備されていたことが、今に残る都城跡から確認できる。西周から漢までの時代、最も豊かな文化を生み出した。

臨淄古城の簡略図

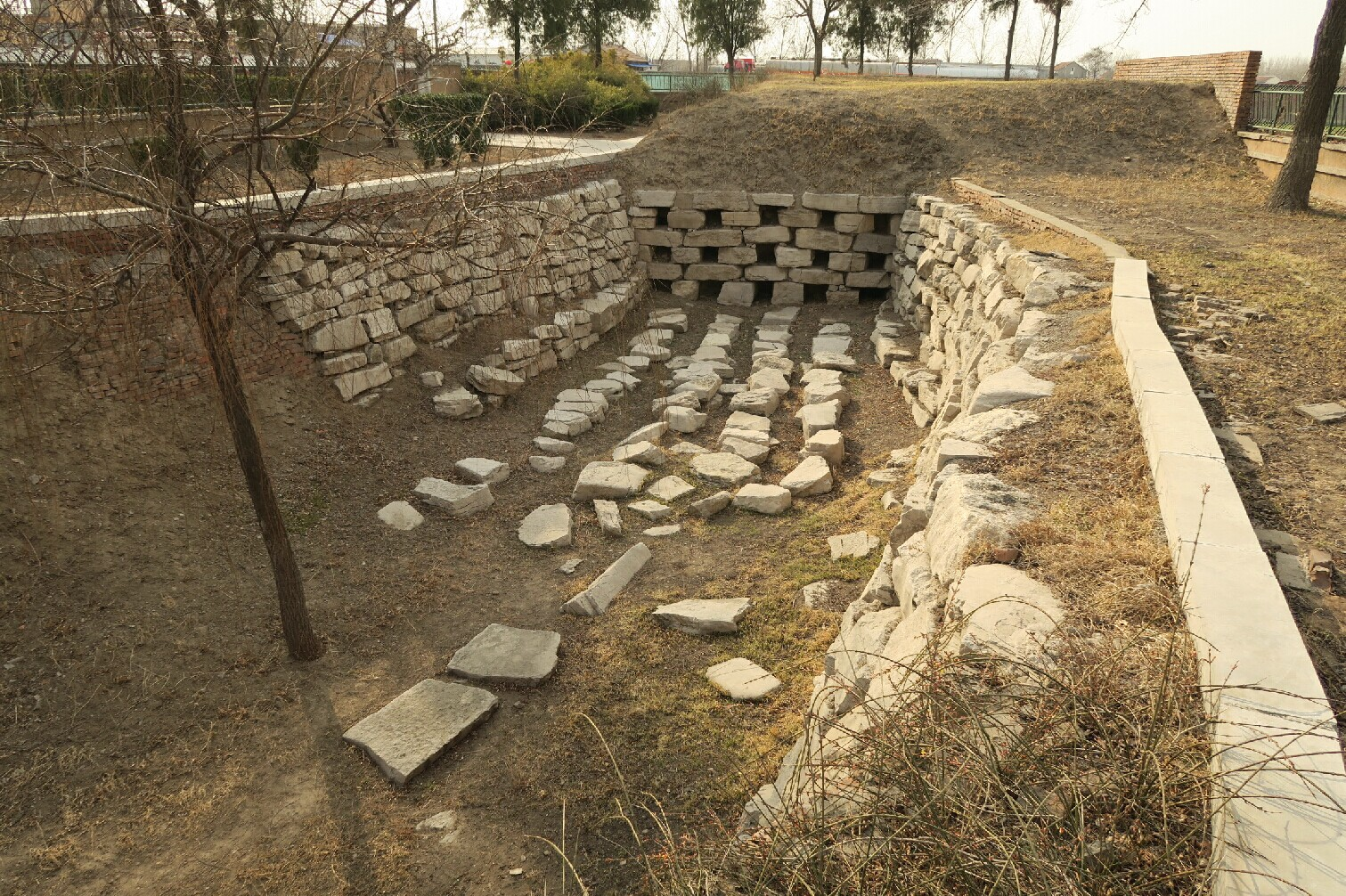
臨淄古城3号排水口遺跡

臨淄の都城の遺構は臨淄故城と呼ばれ、大城と小城に分かれていて、小城は大城の西南にある。両城合わせて、11の門がある。城壁の幅は約30メートルで堅固な防御機能を有していた。小城は東西1.4キロメートル、南北2.2キロメートルで宮殿と3本の道がある。桓公台の遺跡が現存していて、楕円形で高さは14メートルである。大城は東西3.5キロメートル、南北は4.2キロメートルで、居民区や生産区となっている。7本の道と6つの手工作坊の遺跡が見つかった。また、2つの古代の墓が見つかっていて、その中の北東部に二十個の大中型の墓が見つかった。一つの墓は発掘されている。

## 歴代君主と主要人物

### 姜斉の君主

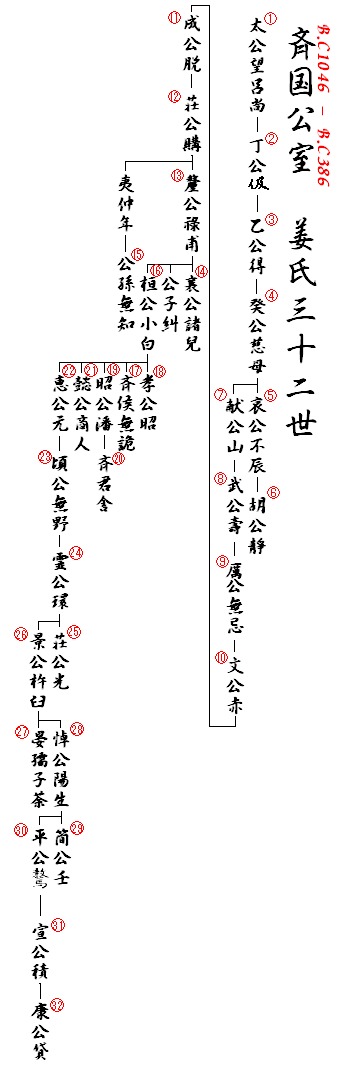
姜斉の系図

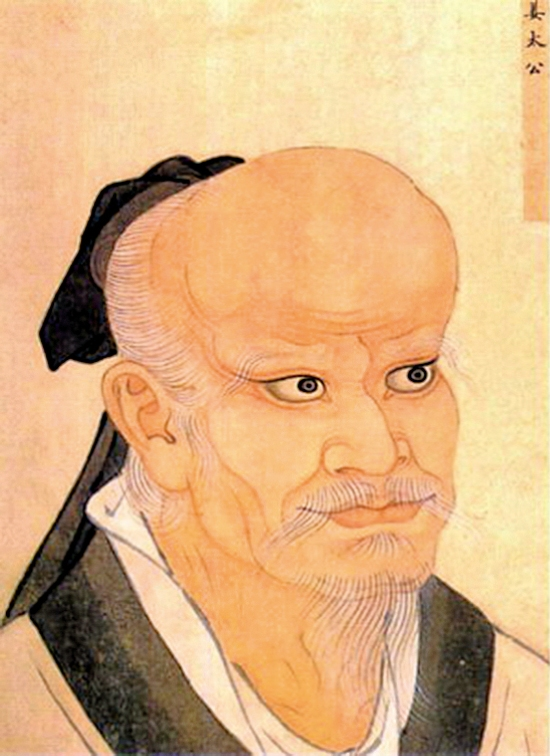
初代君主の太公望呂尚
----
王圻『三才図会』（明代）

| 諡号           | 名   | 在位年                    | 在位年数 |
| -------------- | ---- | ------------------------- | -------- |
| 太公           | 尚   | ?年 - 紀元前1000年        | 在位?年  |
| 丁公           | 伋   | 紀元前999年 - ?年         | 在位?年  |
| 乙公           | 得   | ?年 - ?年                 | 在位?年  |
| 癸公           | 慈母 | ?年 - ?年                 | 在位?年  |
| 哀公           | 不辰 | ?年 - 紀元前863年         | 在位?年  |
| 胡公           | 静   | 紀元前862年 - 紀元前860年 | 在位3年  |
| 献公           | 山   | 紀元前859年 - 紀元前851年 | 在位9年  |
| 武公           | 寿   | 紀元前850年 - 紀元前825年 | 在位26年 |
| 厲公           | 無忌 | 紀元前824年 - 紀元前816年 | 在位9年  |
| 文公           | 赤   | 紀元前815年 - 紀元前804年 | 在位12年 |
| 成公           | 脱   | 紀元前803年 - 紀元前795年 | 在位9年  |
| 荘公（前荘公） | 購   | 紀元前794年 - 紀元前731年 | 在位64年 |
| 釐公           | 禄甫 | 紀元前730年 - 紀元前698年 | 在位33年 |
| 襄公           | 諸児 | 紀元前697年 - 紀元前686年 | 在位12年 |
| 公孫無知       | 無知 | 紀元前686年               | 在位2月  |
| 桓公           | 小白 | 紀元前685年 - 紀元前643年 | 在位43年 |
| 斉侯無詭       | 無詭 | 紀元前643年               | 在位3月  |
| 孝公           | 昭   | 紀元前642年 - 紀元前633年 | 在位10年 |
| 昭公           | 潘   | 紀元前632年 - 紀元前613年 | 在位20年 |
| 斉君舎         | 舎   | 紀元前613年               | 在位5月  |
| 懿公           | 商人 | 紀元前612年 - 紀元前609年 | 在位4年  |
| 恵公           | 元   | 紀元前608年 - 紀元前599年 | 在位10年 |
| 頃公           | 無野 | 紀元前598年 - 紀元前582年 | 在位17年 |
| 霊公           | 環   | 紀元前581年 - 紀元前554年 | 在位28年 |
| 荘公（後荘公） | 光   | 紀元前553年 - 紀元前548年 | 在位6年  |
| 景公           | 杵臼 | 紀元前547年 - 紀元前490年 | 在位58年 |
| 晏孺子荼       | 荼   | 紀元前489年               | 在位10月 |
| 悼公           | 陽生 | 紀元前488年 - 紀元前485年 | 在位4年  |
| 簡公           | 壬   | 紀元前484年 - 紀元前481年 | 在位4年  |
| 平公           | 驁   | 紀元前480年 - 紀元前456年 | 在位25年 |
| 宣公           | 積   | 紀元前455年 - 紀元前405年 | 在位51年 |
| 康公           | 貸   | 紀元前404年 - 紀元前379年 | 在位26年 |

### 田斉の君主
| 諡号     | 姓名 | 在位                      | 在位年数 |
| -------- | ---- | ------------------------- | -------- |
| 太公     | 和   | 紀元前404年 - 紀元前384年 | 在位21年 |
| （田剡） | 剡   | 紀元前383年 - 紀元前375年 | 在位9年  |
| 桓公     | 午   | 紀元前374年 - 紀元前357年 | 在位18年 |
| 威王     | 因斉 | 紀元前356年 - 紀元前320年 | 在位37年 |
| 宣王     | 辟彊 | 紀元前319年 - 紀元前301年 | 在位19年 |
| 湣王     | 地   | 紀元前300年 - 紀元前284年 | 在位17年 |
| 襄王     | 法章 | 紀元前283年 - 紀元前265年 | 在位19年 |
| （田建） | 建   | 紀元前264年 - 紀元前221年 | 在位44年 |

系図
| (1) 太公 田和 ?-前404年-前386年-前384年 |                            |                            |                            |                            |                            |  |  |                                         |                                         |                                         |                                         |                                         |                                         |  |  |        |        |        |        |        |        |  |  |                        |                        |                        |                        |                        |                        |  |  |  |  |  |  |  |  |  |  |  |  |  |  |  |  |  |  |
|                                         |                            |                            |                            |                            |                            |  |  |                                         |                                         |                                         |                                         |                                         |                                         |  |  |        |        |        |        |        |        |  |  |                        |                        |                        |                        |                        |                        |  |  |  |  |  |  |  |  |  |  |  |  |  |  |  |  |  |  |
|                                         |                            |                            |                            |                            |                            |  |  |                                         |                                         |                                         |                                         |                                         |                                         |  |  |        |        |        |        |        |        |  |  |                        |                        |                        |                        |                        |                        |  |  |  |  |  |  |  |  |  |  |  |  |  |  |  |  |  |  |
| (2) 田剡 ?-前383年-前375年              | (2) 田剡 ?-前383年-前375年 | (2) 田剡 ?-前383年-前375年 | (2) 田剡 ?-前383年-前375年 | (2) 田剡 ?-前383年-前375年 | (2) 田剡 ?-前383年-前375年 |  |  | (3) 桓公 田午 前400年-前374年-前357年   | (3) 桓公 田午 前400年-前374年-前357年   | (3) 桓公 田午 前400年-前374年-前357年   | (3) 桓公 田午 前400年-前374年-前357年   | (3) 桓公 田午 前400年-前374年-前357年   | (3) 桓公 田午 前400年-前374年-前357年   |  |  |        |        |        |        |        |        |  |  |                        |                        |                        |                        |                        |                        |  |  |  |  |  |  |  |  |  |  |  |  |  |  |  |  |  |  |
| (2) 田剡 ?-前383年-前375年              | (2) 田剡 ?-前383年-前375年 | (2) 田剡 ?-前383年-前375年 | (2) 田剡 ?-前383年-前375年 | (2) 田剡 ?-前383年-前375年 | (2) 田剡 ?-前383年-前375年 |  |  | (3) 桓公 田午 前400年-前374年-前357年   | (3) 桓公 田午 前400年-前374年-前357年   | (3) 桓公 田午 前400年-前374年-前357年   | (3) 桓公 田午 前400年-前374年-前357年   | (3) 桓公 田午 前400年-前374年-前357年   | (3) 桓公 田午 前400年-前374年-前357年   |  |  |        |        |        |        |        |        |  |  |                        |                        |                        |                        |                        |                        |  |  |  |  |  |  |  |  |  |  |  |  |  |  |  |  |  |  |
| 孺子喜 ？-前375年                       | 孺子喜 ？-前375年          | 孺子喜 ？-前375年          | 孺子喜 ？-前375年          | 孺子喜 ？-前375年          | 孺子喜 ？-前375年          |  |  | (4) 威王 田因斉 前378年-前356年-前320年 | (4) 威王 田因斉 前378年-前356年-前320年 | (4) 威王 田因斉 前378年-前356年-前320年 | (4) 威王 田因斉 前378年-前356年-前320年 | (4) 威王 田因斉 前378年-前356年-前320年 | (4) 威王 田因斉 前378年-前356年-前320年 |  |  |        |        |        |        |        |        |  |  |                        |                        |                        |                        |                        |                        |  |  |  |  |  |  |  |  |  |  |  |  |  |  |  |  |  |  |
| 孺子喜 ？-前375年                       | 孺子喜 ？-前375年          | 孺子喜 ？-前375年          | 孺子喜 ？-前375年          | 孺子喜 ？-前375年          | 孺子喜 ？-前375年          |  |  | (4) 威王 田因斉 前378年-前356年-前320年 | (4) 威王 田因斉 前378年-前356年-前320年 | (4) 威王 田因斉 前378年-前356年-前320年 | (4) 威王 田因斉 前378年-前356年-前320年 | (4) 威王 田因斉 前378年-前356年-前320年 | (4) 威王 田因斉 前378年-前356年-前320年 |  |  |        |        |        |        |        |        |  |  |                        |                        |                        |                        |                        |                        |  |  |  |  |  |  |  |  |  |  |  |  |  |  |  |  |  |  |
|                                         |                            |                            |                            |                            |                            |  |  |                                         |                                         |                                         |                                         |                                         |                                         |  |  |        |        |        |        |        |        |  |  |                        |                        |                        |                        |                        |                        |  |  |  |  |  |  |  |  |  |  |  |  |  |  |  |  |  |  |
|                                         |                            |                            |                            |                            |                            |  |  | (5) 宣王 田辟彊 前350年-前319年-前301年 | (5) 宣王 田辟彊 前350年-前319年-前301年 | (5) 宣王 田辟彊 前350年-前319年-前301年 | (5) 宣王 田辟彊 前350年-前319年-前301年 | (5) 宣王 田辟彊 前350年-前319年-前301年 | (5) 宣王 田辟彊 前350年-前319年-前301年 |  |  | 田郊師 | 田郊師 | 田郊師 | 田郊師 | 田郊師 | 田郊師 |  |  | 靖郭君 田嬰            | 靖郭君 田嬰            | 靖郭君 田嬰            | 靖郭君 田嬰            | 靖郭君 田嬰            | 靖郭君 田嬰            |  |  |  |  |  |  |  |  |  |  |  |  |  |  |  |  |  |  |
|                                         |                            |                            |                            |                            |                            |  |  | (5) 宣王 田辟彊 前350年-前319年-前301年 | (5) 宣王 田辟彊 前350年-前319年-前301年 | (5) 宣王 田辟彊 前350年-前319年-前301年 | (5) 宣王 田辟彊 前350年-前319年-前301年 | (5) 宣王 田辟彊 前350年-前319年-前301年 | (5) 宣王 田辟彊 前350年-前319年-前301年 |  |  | 田郊師 | 田郊師 | 田郊師 | 田郊師 | 田郊師 | 田郊師 |  |  | 靖郭君 田嬰            | 靖郭君 田嬰            | 靖郭君 田嬰            | 靖郭君 田嬰            | 靖郭君 田嬰            | 靖郭君 田嬰            |  |  |  |  |  |  |  |  |  |  |  |  |  |  |  |  |  |  |
|                                         |                            |                            |                            |                            |                            |  |  | (6) 湣王 田遂 前323年-前300年-前284年   | (6) 湣王 田遂 前323年-前300年-前284年   | (6) 湣王 田遂 前323年-前300年-前284年   | (6) 湣王 田遂 前323年-前300年-前284年   | (6) 湣王 田遂 前323年-前300年-前284年   | (6) 湣王 田遂 前323年-前300年-前284年   |  |  |        |        |        |        |        |        |  |  | 孟嘗君 田文 ？-前279年 | 孟嘗君 田文 ？-前279年 | 孟嘗君 田文 ？-前279年 | 孟嘗君 田文 ？-前279年 | 孟嘗君 田文 ？-前279年 | 孟嘗君 田文 ？-前279年 |  |  |  |  |  |  |  |  |  |  |  |  |  |  |  |  |  |  |
|                                         |                            |                            |                            |                            |                            |  |  | (6) 湣王 田遂 前323年-前300年-前284年   | (6) 湣王 田遂 前323年-前300年-前284年   | (6) 湣王 田遂 前323年-前300年-前284年   | (6) 湣王 田遂 前323年-前300年-前284年   | (6) 湣王 田遂 前323年-前300年-前284年   | (6) 湣王 田遂 前323年-前300年-前284年   |  |  |        |        |        |        |        |        |  |  | 孟嘗君 田文 ？-前279年 | 孟嘗君 田文 ？-前279年 | 孟嘗君 田文 ？-前279年 | 孟嘗君 田文 ？-前279年 | 孟嘗君 田文 ？-前279年 | 孟嘗君 田文 ？-前279年 |  |  |  |  |  |  |  |  |  |  |  |  |  |  |  |  |  |  |
|                                         |                            |                            |                            |                            |                            |  |  | (7) 襄王 田法章 ?-前283年-前265年       |                                         |                                         |                                         |                                         |                                         |  |  |        |        |        |        |        |        |  |  |                        |                        |                        |                        |                        |                        |  |  |  |  |  |  |  |  |  |  |  |  |  |  |  |  |  |  |
|                                         |                            |                            |                            |                            |                            |  |  |                                         |                                         |                                         |                                         |                                         |                                         |  |  |        |        |        |        |        |        |  |  |                        |                        |                        |                        |                        |                        |  |  |  |  |  |  |  |  |  |  |  |  |  |  |  |  |  |  |
|                                         |                            |                            |                            |                            |                            |  |  | (8) 田建 前280年-前264年-前221年        |                                         |                                         |                                         |                                         |                                         |  |  |        |        |        |        |        |        |  |  |                        |                        |                        |                        |                        |                        |  |  |  |  |  |  |  |  |  |  |  |  |  |  |  |  |  |  |

### 秦末漢初における斉王
1. 田儋（紀元前209年 - 紀元前208年）
2. 田假（紀元前208年）
3. 田巿（紀元前208年 - 紀元前206年）
4. 田都（紀元前206年）
5. 田栄（紀元前206年 - 紀元前205年）
6. 田假（復位、紀元前205年）
7. 田広（紀元前205年 - 紀元前203年）
8. 田横（紀元前203年 - 紀元前202年）

### 姜斉における主要人物

#### 女公子
- 宣姜 - 中国春秋時代の衛の宣公の夫人。
- 文姜 - 釐公の娘。魯の桓公の夫人で魯の荘公の母。兄の襄公と私通していた[156][157]。
- 哀姜 - 魯の荘公の夫人[158]。
- 斉姜 - 桓公の娘。献公の夫人で晋の太子申生、穆公の夫人穆姫の生母。康公の祖母[159]。

#### 后妃
- 蕭桐叔子（中国語版）

#### 公族
- 高氏（中国語版）
- 国氏（中国語版）
- 崔氏
- 欒氏（中国語版）

#### 卿・大夫
- 管仲 - 斉の政治家。桓公に仕え、覇者に押し上げた[160]。
- 鮑叔 - 桓公に管仲を推薦した[160]。人々は桓公を覇者に押し上げた管仲よりも、管仲の力量を見抜き信頼し続けた鮑叔を称えた[161]。
- 公子開方 - 「三貴」の1人で、桓公が晩年重用した[162]。後の衛文公。
- 崔杼 - 恵公・霊公・荘公・景公の時代にわたって専権を揮い、荘公を私的な恨みから殺した[80]。
- 晏弱 - 頃公の時代、晋が主催した断道の会にて拘留されたが、後に帰還した[163]。斉の霊公に東方の萊の攻略を命じられ、紀元前567年にこれを果たした[78][79]。
- 晏嬰 - 霊公、荘公光、景公の3代に仕え、上を憚ることなく諫言を行った[81]。名宰相として評価が高い。
- 陳完 - 陳の亡命公子[82][83]。桓公は陳完の人物に着目し、卿の座を与えようとしたが、陳完は亡命者としての立場からこれを固辞する。桓公はその恭謙さに感心し、陳完を百工（職人）を統率する工正の官に任命する[82]。
- 陳無宇 - 霊公、荘公光、景公の3代に仕える。
- 田恒 - 斉の大夫で、田氏の宗主。斉の悼公が殺害され、簡公が立てられると、田恒は闞止（中国語版）とともに左右の相となった。簡公を殺害させ[164]、簡公の弟の姜驁（平公）を立てて斉公として即位させた。田恒は斉の相となった。
- 田襄子 - 田恒が死去すると、斉の宰相となり、斉の宣公に仕えた。田盤はその兄弟や一族をことごとく斉の都邑大夫とした。趙・魏・韓と使者を通交させ、斉の外交関係を安定させた[165]。

### 田斉における主要人物

#### 将軍
- 田単 - 斉の武将。燕によって滅亡寸前に追い詰められた斉を優れた知略によって救った[115]。
- 太史敫（中国語版）
- 匡章 - 威王・宣王・湣王の三王に仕えた名将。燕を北伐、楚を南征し、西では函谷関を攻めた。
- 田忌（中国語版） - 桂陵の戦い・馬陵の戦いで斉の総大将を務め[100][102]、斉の覇業を支えた。
- 孫臏 - 斉の軍人・思想家。兵家の代表的人物の一人。孫武の子孫であるとされ、孫武と同じく孫子と呼ばれる。『孫臏兵法』は孫臏の手によると推定されている[166]。この他にも『孫臏拳』も彼が創始したと伝えられている[167]。

#### 文臣
- 茅焦（中国語版）
- 貂勃（中国語版）
- 王孫賈
- 鄒忌

#### 丞相
- 后勝（中国語版） - 斉王建の母の君王后の族弟で、相国。秦から賄賂を受け取り、秦の都合のいいように主張した[122][123]。

#### 公子
- 田嬰 - 威王の末子[注釈 12]。子は孟嘗君（田文）ら。威王・宣王に相国として仕え、斉の興隆期を支え、薛（現在の山東省棗荘市滕州市）に封じられた。
- 田文 - 号は「孟嘗君」。戦国四君の一人[168]。「つまらない才能」あるいは「つまらない特技でも、何かの役に立つ」を意味する鶏鳴狗盗（）の故事の由来でもある[注釈 13][168]。

#### 陰陽家
- 鄒衍 - 中国戦国時代の陰陽家。斉の稷下の学士の一人[169]。著作として『鄒子』49篇と『鄒子終始』56篇が挙げられているが、いずれも現存していない。